# Internazionali Città di Vicenza 2022
Gli Internazionali Città di Vicenza 2022 sono stati un torneo maschile di tennis professionistico. È stata la 7ª edizione del torneo, facente parte della categoria Challenger 80 nell'ambito dell'ATP Challenger Tour 2022, con un montepremi di 45 730 €. Si è svolto dal 23 al 29 maggio 2022 sui campi in terra rossa del Circolo Tennis Palladio 98 di Vicenza in Italia.

## Partecipanti

### Teste di serie
| Nazionalità | Giocatore             | Ranking* | Testa di serie |
| ----------- | --------------------- | -------- | -------------- |
| Italia      | Gianluca Mager        | 119      | 1              |
| Argentina   | Juan Manuel Cerúndolo | 132      | 2              |
| Italia      | Andreas Seppi         | 137      | 3              |
| Italia      | Flavio Cobolli        | 153      | 4              |
| Argentina   | Renzo Olivo           | 176      | 5              |
| Kazakistan  | Dmitrij Popko         | 180      | 6              |
| Italia      | Lorenzo Giustino      | 205      | 7              |
| Italia      | Salvatore Caruso      | 207      | 8              |

* Ranking al 16 maggio 2022.

### Altri partecipanti
I seguenti giocatori hanno ricevuto una wild card per il tabellone principale:
- Salvatore Caruso
- Matteo Gigante
- Francesco Passaro

I seguenti giocatori sono entrati in tabellone come special exempt:
- Matteo Arnaldi
- Francesco Maestrelli

I seguenti giocatori sono entrati in tabellone come alternate:
- Luciano Darderi
- Daniel Dutra da Silva
- Nerman Fatić
- Alexis Galarneau
- Maxime Janvier
- Andrea Pellegrino

I seguenti giocatori sono passati dalle qualificazioni:
- Francisco Comesaña
- Nicolás Barrientos
- Giovanni Fonio
- Ernests Gulbis
- Oleg Prihodko
- Kenny de Schepper

Il seguente giocatore è entrato in tabellone come lucky loser:
- Yan Bondarevskiy

## Campioni

### Singolare
Andrea Pellegrino ha sconfitto in finale  Andrea Collarini con il punteggio di 6–1, 6–4.

### Doppio
Francisco Comesaña /  Luciano Darderi hanno sconfitto in finale  Matteo Gigante /  Francesco Passaro con il punteggio di 6–3, 7–6(4).